# Diego Rapado
Diego Rapado (? - septiembre de 1444), eclesiástico español, obispo de Tuy, Orense  y Oviedo.
| Predecesor: Juan Fernández de Sotomayor | Obispo de Tuy 1425           | Sucesor: Rodrigo de Torres      |
| Predecesor: Álvaro Pérez Barreguín      | Obispo de Orense 1425 – 1442 | Sucesor: Juan de Torquemada     |
| Predecesor: García Enríquez Osorio      | Obispo de Oviedo 1442 – 1444 | Sucesor: Íñigo Manrique de Lara |